# Општина Ливада
Ливада (рум. Livada) општина је у Румунији у округу Арад.
Oпштина се налази на надморској висини од 111 m.